# Pédale douce
Cet article concerne un film. Pour la pédale de piano, voir Pédale de piano#Pédale douce.
Série
Pédale dure
(2004)
Pour plus de détails, voir Fiche technique et Distribution.
Pédale douce est un film français réalisé par Gabriel Aghion, sorti en 1996.
Après le succès commercial du film, une suite fut tournée en 2004, intitulée Pédale dure.

## Synopsis
Adrien Aymar, homosexuel assumé, travaille dans une entreprise parisienne et espère décrocher un contrat juteux avec une grosse banque dirigée par Alexandre Agut. Après une réunion de travail et sur conseil de son collaborateur André, Alexandre invite Adrien à diner chez lui pour qu'il rencontre Mr Hott, son homologue allemand. Ne voulant pas lui avouer qu'il est homosexuel, Adrien demande à son amie Éva, gérante du restaurant Chez Éva, de se faire passer pour sa femme, Mme Aymar. Devant la porte de l'appartement, André fait comprendre à Adrien qu'il est gay tout comme lui. Le dîner se passe dans un appartement bourgeois du 16e arrondissement de Paris et est à la fois drôle et houleux. En effet, Éva se fait gifler par la belle-sœur de son patron, l'acariâtre Claire dont les idées sont aux antipodes de celles d’Éva. Mais tout s'emballe lorsque Alexandre tombe sous le charme d’Éva et l'embrasse dans l'escalier alors qu'elle quitte les lieux.
Alexandre envoie des fleurs au domicile d'Adrien à destination d’Éva. Adrien réceptionne le bouquet et appelle Éva. Adrien s’énerve des manières d'Agut. Éva dîne avec Alexandre Agut au restaurant. Ils discutent, Éva lui raconte qu'elle est assistante sociale. Alexandre s'interroge sur le couple qu'elle forme avec Adrien et la discussion dérive sur l'homosexualité. Alexandre a des idées très arrêtées sur la question. Un des serveurs reconnaît Éva. Éva dit à Alexandre qu'elle s'occupe d'un de ses enfants. À la fin du déjeuner, Alexandre interroge le serveur sur ses enfants. Ce dernier lui dit qu'il n'a pas d'enfants et qu'il connaît Éva et son restaurant gay.
Le soir, Alexandre se rend au restaurant Chez Éva. Il y retrouve le serveur, qui se lance dans une tentative de séduction,[style à revoir] puis s'installe au bar. Il voit arriver Éva, puis Adrien et André, accompagnés d'un jeune ingénieur, Cyril. André entame un strip-tease sur Salma Ya Salama de Dalida dans le carré privé. Alexandre s'y glisse et assiste au spectacle. Il aborde Éva et la met devant le fait accompli. André et Adrien reconnaissent leur patron. Pendant ce temps, la femme d'Alexandre, Marie, invitée à dîner dans le même restaurant par des amis, est intriguée par les bruits festifs émanant du carré privé ; elle s’y glisse subrepticement et y aperçoit son mari se faisant draguer par le serveur. Alexandre confronte quant à lui Adrien et André, et pince les testicules de ce dernier: Éva lui intime l’ordre de quitter le restaurant et d’aller « casser du pédé ailleurs ».
De retour à leur appartement, un quiproquo naît entre Alexandre et sa femme. Cette dernière s’imagine qu’il est devenu homosexuel, sans oser aborder le sujet. Lorsqu’il lui explique à son tour comment il a été troublé de côtoyer des homosexuels au quotidien sans le savoir, Marie s’inquiète davantage pour son mari et pour leur mariage.
Le lendemain, Éva se précipite à son entreprise et cueille Alexandre devant sa voiture. Ils ont une longue discussion dans la voiture. Éva s'excuse de lui avoir caché sa situation et Alexandre lui reproche de faire les « cache-tapettes » dans les dîners d'affaires. Les deux se fâchent et se quittent.
Dans la soirée, Alexandre se rend Chez Éva et invite Éva à passer la soirée au Lutetia. Mais Éva se vexe lorsque Alexandre lui dit vouloir « l'arracher à tout ça » ; elle prend cette remarque pour du mépris et s'en va. Alexandre quitte le restaurant. Pour fêter le succès d'Adrien en affaire, Adrien, Éva et André décident de se rendre en discothèque dans une Rave Party. Alexandre les suit à la soirée ; il est lui-même suivi par Marie. Il parvient à rejoindre Éva sur une plate-forme surélevée et ils s'embrassent. Pendant ce temps, Marie croise Adrien et André et se présente à eux. Elle leur fait part des craintes qu'elle a que son mari soit homosexuel. Elle demande à André de la ramener à la maison. Adrien les accompagne. Arrivé à l'appartement de Marie, elle veut se prouver qu'elle peut aussi bien faire qu'un homme et entreprend de convertir Adrien et André à l'hétérosexualité. Elle leur fait une fellation, rien n'y fait. Désespérée, elle s'endort.
Le lendemain, Éva avoue à Adrien qu'elle est tombée amoureuse d'Alexandre et qu'elle veut vendre le restaurant. Jaloux, lorsqu'Alexandre arrive au restaurant, Adrien lui tend un piège en lui disant qu'Éva est au privé. Mais lorsqu'il arrive dans la pièce, il tombe sur un homme costaud pratiquant le SM. Il met une fessée à Alexandre. Lorsqu'Éva intervient, elle est furieuse contre Adrien et le jette dehors. Adrien cherche à s'excuser par téléphone, mais sans succès. Éva quitte Paris pour assister à l'enterrement de son père, qu'elle déteste car il l'a violée. À la fin de l'enterrement, Alexandre attend Éva avec un bouquet d'ampoules, allusion à leur première rencontre et s'en vont au Lutetia passer la nuit ensemble. Puis lorsqu'Éva lui avoue qu'elle veut vendre le restaurant, Alexandre émet une réserve qu'Éva interprète comme un manque d'amour. Lorsqu'il reçoit un appel de son bureau, déçu, elle quitte l'hôtel. Elle se réconcilie avec Adrien.

## Fiche technique
Sauf indication contraire, les informations mentionnées dans cette section peuvent être confirmées par la base de données cinématographiques IMDb,  présente dans la section « Liens externes ».
- Titre original : Pédale douce
- Réalisation : Gabriel Aghion
- Scénario : Gabriel Aghion et Patrick Timsit, avec les dialogues de Patrick Timsit et Pierre Palmade[1]
- Musique : Gaetano Donizetti et Philippe Chopin[1]
- Décors : Carlos Conti
- Costumes : n/a
- Photographie : Fabio Conversi
- Son : Henri Morelle, William Flageollet, Marie-Christine Ratel
- Montage : Luc Barnier
- Production : Marie-Dominique Girodet et Claudine Zidi[1]
- Sociétés de production[2] : TF1 Films Production, Canal+ et MDG[1]
- Sociétés de distribution : AMLF
- Budget : 5 millions d' €[3]
- Pays de production :  France
- Langues originales : français, italien
- Format[4] : couleur - son Dolby SR
- Genre : comédie
- Durée : 100 minutes
- Dates de sortie[5] :
  - France : 27 mars 1996
- Classification[6] :
  - France: tous publics[7]
  - Belgique : tous publics (Alle Leeftijden)[8]

## Distribution
- Patrick Timsit : Adrien Aymar
- Fanny Ardant : Évelyne, dite Éva
- Richard Berry : Alexandre Agut
- Michèle Laroque : Marie Agut
- Jacques Gamblin : André Lemoine
- Christian Bujeau : Docteur Séverine
- Boris Terral : Cyril
- Axelle Abbadie : Claire, la sœur de Marie
- Facundo Bo : Pépito
- Arno Chevrier : Bibiche
- Yan Duffas : Fripounet
- Dominique Besnehard : Riki
- Sacha Briquet : Emilio
- Laurent Spielvogel : Francis (l'employé de l'hôtel)
- Eliane Pine Carringhton : Rambo
- Katrine Boorman : Ingrid
- Isabelle Ferron : Chantal
- Céline Caussimon : L'infirmière
- Robert Plagnol : Le curé
- Jean-Michel Tinivelli : Le livreur de fleurs
- Jacqueline Jefford : La mère d'Éva

## Bande originale
| 1.    | Sans contrefaçon                                                   | Mylène Farmer    | 4:07 |
| 2.    | Y.M.C.A.                                                           | Village People   | 3:45 |
| 3.    | Salma Ya Salama (en égyptien)                                      | Dalida           | 3:10 |
| 4.    | Alexandrie, Alexandra                                              | Claude François  | 4:23 |
| 5.    | Megamix (Rivers of Babylon, Sunny, Daddy Cool, Ma Baker, Rasputin) | Boney M          | 3:27 |
| 6.    | I Love America                                                     | Patrick Juvet    | 3:49 |
| 7.    | Crucified                                                          | Army of Lovers   | 3:31 |
| 8.    | Schöneberg                                                         | Marmion          | 6:26 |
| 9.    | Je suis toutes les femmes                                          | Dalida           | 4:14 |
| 10.   | C'est la vie                                                       | Marc Lavoine     | 3:45 |
| 11.   | Mon truc en plumes (version remix 1995 - short mix)                | Zizi Jeanmaire   | 4:35 |
| 12.   | Club Rules                                                         | Namby Pamby      | 6:41 |
| 13.   | Une nuit sur ton épaule                                            | Véronique Sanson | 3:07 |
| 14.   | Bambino                                                            | Dalida           | 3:33 |
| 56:33 |                                                                    |                  |      |

La bande originale du film est composée de chansons interprétées par des artistes dont beaucoup sont considérés comme des icônes gays :
- Mylène Farmer : Sans contrefaçon (chanson phare du film, elle est présente en ouverture et en fin de film)

## Accueil

### Box-office
Le film est un succès commercial à sa sortie avec 4 119 174 entrées en 1996, ce qui en fait l'un des plus gros succès cinématographiques de l'année.

## Distinctions
En 1997, Pédale douce a été sélectionné aux Césars six fois dans diverses catégories et a remporté une récompense,.

### Récompenses
- Césars 1997 : César de la meilleure actrice pour Fanny Ardant.

### Nominations
- Césars 1997 :
  - Meilleur film pour Gabriel Aghion,
  - Meilleur scénario original ou adaptation pour Gabriel Aghion et Patrick Timsit,
  - Meilleur acteur pour Patrick Timsit,
  - Meilleur acteur dans un second rôle pour Jacques Gamblin
  - Meilleure actrice dans un second rôle pour Michèle Laroque.

## Suite
- Pédale dure (2004)

## Editions en vidéo
- VHS : 21 octobre 1998[réf. souhaitée]
- DVD : 4 août 1999